# Condado de la Vega Grande de Guadalupe
Condado de la Vega Grande de Guadalupe es un título nobiliario de Castilla perteneciente al Reino de España, otorgado por Carlos III en 23 de septiembre de 1777 a don Fernando Bruno del Castillo Ruiz de Vergara con el título previo de Vizconde del Castillo.

## Historia
Título otorgado a don Fernando Bruno del Castillo Ruiz de Vergara, caballero de la Orden de Calatrava, coronel de los reales ejércitos y del Regimiento de milicias de Telde, alférez mayor y regidor perpetuo de Canarias; y poseedor de los mayorazgos de las casas de Mesía, Ruiz de Vergara, Trujillo, Lezcano, Cairasco, Calvo, Zurita y Medina. Su esposa, doña Luisa Antonia Amoreto del Castillo, era propietaria de la hacienda de la Vega Grande en el sur de Gran Canaria y procedía de la ilustre casa ligur de Amoretti originarios de Oneglia donde fueron marqueses de Ossario, condes de Envie y Amoreto.
" Relatan también estos historiadores cómo, tras la Conquista, los terrenos y aguas otorgadas por los gobernadores a los protagonistas de la gesta bélica: los Castillo, Muxica, y Lezcano, marcaron el origen de las grandes haciendas, a las que se sumaron las recibidas por los financieros italianos Cairasco, Cibo, Salvago, Amoreto, y Azuaje. Si bien, apuntó Lobo, que todos presumían de sus antecedentes nobles, es en el siglo XVI con la fundación de los mayorazgos cuando comienza la aristocratización de la saga condal en la que confluyen dos linajes diferenciados: Castillo y Amoreto, con las consiguientes afiliaciones que les fueron agregando con el transcurrir de los siglos. Los Castillo tenían tierras en Arucas, en Telde, en San Lorenzo, y por todo el Norte, mientras que los Amoreto eran dueños de todo el suelo que iba desde el barranco de Tirajana hasta el de Arguineguín.
Todas estas propiedades son las que aportan en su matrimonio, que tiene lugar en el siglo XVIII, Fernando Bruno del Castillo Ruiz de Vergara, primer conde de la Vega Grande, y doña Luisa Antonia Amoreto Manrique del Castillo, pareja que encabeza la historia de una familia que llegó a controlar toda la economía de la Isla. Una vez que el rey Carlos III concede el título de Castilla a don Fernando Bruno del Castillo, las otras titulaciones con las que los miembros de esta familia van adornando su perfil durante siglos, como alférez, regidor, castellano, familiar o alguacil del Santo Oficio se resumen en 1777 en el título de conde. Además, se valen de las Leyes del Toro, que regulan las sucesiones, para asegurar que los bienes no se fragmentaran con las herencias, pues ante todo lo que querían era que el patrimonio les permitiera consolidar el poder y comienzan así las uniones entre la misma dinastía. Tras la conquista de Gran Canaria, la familia condal se involucra de manera decisiva en el comercio, las finanzas y especialmente en la agricultura. Sus propiedades se caracterizaron por el cultivo de la viña con haciendas y lagares en el norte y sur de la Isla, así como por los cereales, pero también por la cochinillla, el tabaco, los plátanos y el tomate, además de la industria de la sal y las salazones. A esto hay que añadir la explotación cementera y finalmente la promoción turística, lo que provocó que tierras de cultivo baldío de tomates dieran paso a urbanizaciones turísticas y a viviendas para los trabajadores del sector terciario. "

## Condes De la Vega Grande
|                         | Titular                                                     | Periodo                 |  |
| Creación por Carlos III | Creación por Carlos III                                     | Creación por Carlos III |  |
| ----------------------- | ----------------------------------------------------------- | ----------------------- |  |
| I                       | Fernando Bruno del Castillo Ruiz de Vergara                 | 1777-1788               |  |
| II                      | Francisco Javier del Castillo Ruiz de Vergara y Amoreto     | 1788-1800               |  |
| III                     | Fernando del Castillo Ruiz de Vergara Bethencourt y Amoreto | 1800-1819               |  |
| IV                      | Agustín del Castillo Ruiz de Vergara Bethencourt y Amoreto  | 1826-1870               |  |
| V                       | Fernando del Castillo Westerling                            | 1870-1901               |  |
| VI                      | Ana Fernanda del Castillo Manrique de Lara                  | 1901-1950               |  |
| VII                     | Fernando del Castillo y del Castillo                        | 1950-1951               |  |
| VIII                    | Alejandro del Castillo y del Castillo                       | 1951-1977               |  |
| IX                      | Alejandro del Castillo y Bravo de Laguna                    | 1979-2020               |  |
| X                       | Alejandro del Castillo y Benítez de Lugo                    | 2020- actualidad        |  |

## Historia de los Condes de la Vega Grande
1. Fernando Bruno del Castillo Ruiz de Vergara (conde entre 1777-1788). Coronel de infantería de los reales ejércitos de Su Majestad en 1766 y del Regimiento de Milicias de la ciudad de Canaria; Alférez Mayor de la isla y gobernador de las Armas de Gran Canaria; hizo las gestiones para el proceso de secularización de las propiedades de la Compañía de Jesús; caballero de la Orden de Calatrava. Obtuvo por los servicios prestados a la Corona el título de conde de la Vega Grande de Guadalupe con el vizcondado previo del Castillo.
2. Francisco Javier del Castillo Ruiz de Vergara y Amoreto (1749-1800) conde entre 1788 y 1800, casado con Leonor de Bethencourt y Franchi. Alférez Mayor y regidor perpetuo de Gran Canaria. Teniente coronel del regimiento provincial y coronel agregado. Familiar y alguacil del Santo Oficio. En 1790 hizo la proclamación del nuevo rey Carlos IV. Mantuvo en activo las propiedades agrícolas de la familia y abrió nuevas salinas en el sur de Gran Canaria.
3. Fernando del Castillo Ruiz de Vergara Bethencourt y Amoreto (1774-1819) conde entre 1800 y 1819, casado con María del Pilar Bethencourt y Molina. Alférez Mayor de Gran Canaria. Alzó el pendón de Castilla por el nuevo rey Fernando VII. Aumentó el patrimonio recibido con la finca de Cabo Verde en la costa de Lairaga, la hacienda de San Ignacio en Jinámar, más las aguas del heredamiento del Palmital de Guía. Le dio un nuevo impulso a las actividades agrícolas de la familia condal, abrió y acondicionó los caminos, realizó las primeras obras para la residencia de colonos y reactivó el mercado insular con los productos de sus fincas. Fue enterrado en la vega de Guadalupe en la hacienda de Juan Grande.
4. Agustín del Castillo Ruiz de Vergara Bethencourt y Amoreto (menor de edad) (1805-1870) conde entre 1826 y 1870, casado con Ana María del Carmen Westerling y Massieu. Regidor perpetuo del Cabildo, alférez mayor, caballero de la Orden de Calatrava, maestrante de la Real de Caballería de Sevilla, Senador vitalicio del reino, dirigente del Partido Canario (moderado). Viajero incansable recorrió gran parte de Europa de donde trajo las últimas novedades industriales para la casa condal. Se le conoce por el fomento de la economía, sobre todo con respecto a la innovación en los ingenios industriales, como las norias, y el estudio de las aguas minerales canarias. Introdujo en las Islas el sorgo azucarado y el Imphy o sorgo africano. Fue el primero en realizar aguardiente de la caña en la hacienda de Jinámar, y quien introdujo el cultivo del tomate, así como los primeros ensayos del cultivo de tabaco y de los tejidos de seda. A él se deben las alfombras de flores de la fiesta del Corpus en las Islas. Importante mecenas y filántropo durante toda su vida y especialmente frente a la epidemia de cólera de 1851.
5. Fernando del Castillo Westerling (1828-1901) conde entre 1870 y 1901, casado con María Candelaria Manrique de Lara y Ponte. Alférez mayor de Gran Canaria. De exquisita educación se formó en el Londres victoriano. Continuó con la política de su padre en cuanto a la innovación de cultivos, pero manteniendo los tradicionales de las fincas. Amplió la producción de tomates y abrió nuevos canales para el riego de las tierras del sur, pues le pertenecía toda el agua continua que discurría por los barrancos de Fataga, Machogorrón y Ortigones con los charcos que dejaban en el camino. Realizó compras al Estado de fincas colindantes con las suyas en el proceso desamortizador, así como algunas que les habían quedado a sus hermanos. Realizó importantes mejoras en las fincas, obras públicas como el acondicionamiento de los caminos, pavimento de calles, y otras contribuciones sociales. Le tocó vivir la crisis de la cochinilla y la recuperación económica que trajo el auge de las exportaciones de papas, plátanos y tomates y otros productos sustitutorios. A lo que añadió un nuevo empuje en la producción industrial de vino.
6. Ana Fernanda del Castillo Manrique de Lara (1901-1950), casada con su primo hermano Fernando del Castillo y Manrique de Lara. Solo fue usufructuaria de las propiedades asignadas al condado de la Vega Grande, por lo que empleó 2.500 pesetas anuales en mejoras de la finca condal por precepto testamentario. Su marido y su sobrino Fernando llevaron los asuntos económicos de la casa con exquisito rigor, lo que produjo un aumento del patrimonio condal basado fundamentalmente en los cultivos y empresas relacionados con los productos de exportación.
7. Fernando del Castillo y del Castillo (1891-1951) conde desde 1950, casado con María Teresa Rivero y del Castillo Olivares.  Presidente de la Mancomunidad Provincial Insular. Presidente de Cruz Roja Española. Conocido filántropo realizó importantes obras públicas en la ciudad relacionadas con el barrio de San Cristóbal, las vías de comunicación con el sur de la Isla y el abastecimiento de aguas a la ciudad. Mantuvo en crecimiento la actividad agrícola e industrial de la casa condal.
8. Alejandro del Castillo y del Castillo (1892-1977) conde desde 1951, casado con María del Carmen Bravo de Laguna y Manrique de Lara. Ingeniero industrial. Alcalde de Las Palmas de Gran Canaria. Etapa en la que promocionó la construcción de viviendas de protección oficial en la Ciudad Alta y Escaleritas. También fue presidente de la Junta de Obras del Puerto, presidente de Cruz Roja Española. Gran Cruz del Mérito Civil, consideró conveniente diversificar los negocios familiares hacia el turismo, designando a sus hijos como administradores de las nuevas ideas y promociones. Instituyó a su propia costa becas de altos estudios para estudiantes canarios al mismo tiempo que comenzó la promoción turística en sus propiedades del sur. Es una de las personalidades de mayor relevancia social y política de la historia de Canarias.
9. Alejandro del Castillo y Bravo de Laguna (expedida Carta de Sucesión el 2 de febrero de 1979-2020), casado con María del Carmen Benítez de Lugo y Massieu, hija de Luis Juan Francisco Benítez de Lugo y Ascanio, X marqués de la Florida, y de María del Rosario Massieu y Fernández del Campo, III marquesa de Arucas. (1928-2020) Presidente de las empresas Maspalomas Costa Canaria, Comasa, Bahsa. Consejero de Cementos Especiales de Arguineguín. Presidente de la asociación Amigos Canarios de la Ópera. Presidente del Aeroclub de Gran Canaria. Presidente del Instituto Canario de Estudios Históricos “Rey Fernando Guanarteme” y miembro de otras sociedades culturales de las Islas Canarias. Alzó el pendón por el rey Felipe VI. Al noveno conde se le debe la propuesta del concurso de ideas de Maspalomas Costa Canaria y el impulso personal para que la zona adquiriera la característica urbanística con la que hoy se conoce al sur de Gran Canaria. Tuvo cinco hijos: Alejandro, Iván, Fernando, María del Carmen y Patricia.